# ولاد الديب (مساعدة)
ولاد الديب هي إحدى مشيخات المملكة المغربية، تتبع جغرافيا لإقليم سيدي سليمان وإداريًا لمساعدة. يقدر عدد سكانها بـ 5624 نسمة حسب الإحصاء الرسمي للسكان والسكنى لسنة 2004.